# Высокоскоростная пассажирская линия Пекин — Гонконг

Высокоскоростная пассажирская линия Пекин — Гонконг

Высокоскоростная пассажирская линия Пекин — Гонконг (кит. трад. 京广深港高速铁路, упр. 京廣深港高速鐵路) — широкомасштабный проект по организации беспересадочного железнодорожного сообщения между крупнейшими городами Китая и провинциальными центрами, соединяющий столицу Китая Пекин, столицу провинции Хэбэй город Шицзячжуан, столицу провинции Хэнань город Чжэнчжоу, столицу провинции Хубэй город Ухань, столицу провинции Хунань город Чанша, столицу провинции Гуандун город Гуанчжоу и крупнейший промышленный конгломерат Шэньчжэнь и Гонконг. Меридиональная дорога построена параллельно уже существующей трассе Пекин — Гонконг, которая не удовлетворяла современным требованиям по скоростям и пассажирообороту.
В настоящее время это самая длинная в мире высокоскоростная железная дорога.
Проект является частью глобального проекта строительства сети высокоскоростных железных дорог в Китае, основная часть которой соответствует формуле «4 + 4» — четыре меридиональные высокоскоростные линии с севера на юг, и четыре широтные с востока на запад.
Эта трасса длиной около 2230 км рассчитана на движение со скоростью 350 км/ч (с 2011 года понижено до 300 км/ч). Железная дорога строилась участками, которые поочерёдно вводились в эксплуатацию. Начало строительства первого этапа — 23 июня 2005 года. Первый этап (Ухань — Гуанчжоу) был пущен в 2009 году, в конце 2011 года дорога была продлена далее до города Шэньчжэнь, в конце 2012 года пущены северные участки от Пекина до Уханя и открылось сквозное движение поездов от Пекина до Шэньчжэня, а в конце 2015 года пущен небольшой участок до границы с Гонконгом.
Пуск последнего небольшого участка до Цзюлуна в Гонконге ожидается к концу 2018 года.
Трасса тянется с севера на юг и состоит из следующих участков-линий:
- Скоростная железная дорога Пекин — Шицзячжуан (281 км) — введена в эксплуатацию в 2012 году.
- Скоростная железная дорога Шицзячжуан — Ухань (840 км) — введена в эксплуатацию в 2012 году.
- Скоростная железная дорога Ухань — Гуанчжоу (968 км) — введена в эксплуатацию в 2009 году.
- Скоростная железная дорога Гуанчжоу — Шэньчжэнь — Гонконг (142 км): в декабре 2011 года введена в эксплуатацию основная часть дороги Гуанчжоу — Шэньчжэнь (102 км), в декабре 2015 года — участок до станции Футянь на гонконгской границе (14 км).

Полный ввод в эксплуатацию планируется в 2018 году. Предполагалось завершить строительство ранее, но возникли трудности. После крупной аварии в Вэньчжоу в 2011 году резко ужесточились требования к железнодорожному строительству. Кроме того, в Гонконге возникла оппозиция проекту.

## Соединения с другими высокоскоростными магистралями
В Шицзячжуане дорога пересекается с Высокоскоростной пассажирской линией Циндао — Тайюань.
В Чжэнчжоу дорога пересекается с Высокоскоростной пассажирской линией Сюйчжоу — Ланьчжоу.
В Ухане дорога пересекается с Высокоскоростной пассажирской линией Шанхай — Ухань — Чэнду.
В Чанша дорога пересекается с Высокоскоростной пассажирской линией Шанхай — Куньмин.
В Гуанчжоу от дороги отходит высокоскоростная линия на Чжухай.
В Шэньчжэне дорога соединяется с Прибрежной высокоскоростной пассажирской линией Шанхай — Ханчжоу — Фучжоу — Шэньчжэнь